# Baccara (album)
A Baccara az NSZK-ban dolgozó spanyol Baccara duó első nagylemeze, amely 1977-ben jelent meg. A felvételek a Polydor Studióban és a Studio Maschenben zajlottak. A felvételvezető és a lemez producere Rolf Soja volt. Az albumon természetesen szerepel a duó két nagy slágere, a Yes Sir, I Can Boogie és a Sorry, I’m A Lady, illetve a Mad In Madrid, amellyel részt vettek az 1977-es tokiói Yamaha Fesztiválon. A korongon helyet kapott Elvis Presley egyik slágerének (Can’t Help Falling In Love) feldolgozása, illetve a Granada című tradicionális spanyol dal átirata is.

## A dalok

### „A”oldal
1. Yes Sir, I Can Boogie (Rolf Soja / Frank Dostal) 4.34
2. Love You Till I Die (Rolf Soja / Frank Dostal) 4.14
3. Granada (A. Lara) 4.02
4. Gimme More (Rolf Soja / Peter Zentner) 3.07
5. Koochie-Koo (Rolf Soja / Frank Dostal) 3.30
6. Mad In Madrid (Rolf Soja / Frank Dostal) 3.23

### „B” oldal
1. Sorry, I’m A Lady (Rolf Soja / Frank Dostal) 3.36
2. Cara Mia (Rolf Soja / John O’Brien-Docker) 2.56
3. Feel Me (Rolf Soja / Peter Zentner) 3.52
4. Can’t Help Falling In Love (Peretti / Creatore / Weiss) 3.26
5. Number One (Rolf Soja / Frank Dostal) 2.24
6. Don’t Play Me A Symphonie (Rolf Soja / Frank Dostal) 4.24

## Legismertebb slágerek
- Yes Sir, I Can Boogie

Anglia: 1977. Legmagasabb pozíció: 1. hely

Ausztria: 1977. augusztus 15-étől 28. hétig. Legmagasabb pozíció: 2. hely

Dél-Afrika: 1977. július 15-étől 15. hétig. Legmagasabb pozíció: 3. hely

Norvégia: 1977. A 32. héttől 32. hétig. Legmagasabb pozíció: 1. hely

Olaszország: 1977. Legmagasabb pozíció: 13. hely

Svájc: 1977. június 18-ától 17. hétig. Legmagasabb pozíció: 1. hely

Svédország: 1977. július 29-étől 17. hétig. Legmagasabb pozíció: 1. hely
- Granada
- Koochie-Koo
- Mad In Madrid
- Sorry, I’m A Lady

Anglia: 1977. Legmagasabb pozíció: 8. hely

Ausztria: 1977. szeptember 15-étől 24. hétig. Legmagasabb pozíció: 1. hely

Dél-Afrika: 1977. december 2-ától 7. hétig. Legmagasabb pozíció: 10. hely

Norvégia: 1977. A 44. héttől 21. hétig. Legmagasabb pozíció: 1. hely

Svájc: 1977. augusztus 27-étől 13. hétig. Legmagasabb pozíció: 2. hely

Svédország: 1977. október 21-étől 10. hétig. Legmagasabb pozíció: 3. hely
- Cara Mia

## Az album slágerlistás helyezései
Ausztria: 1977. december 15-étől 28. hétig. Legmagasabb pozíció: 2. hely

Norvégia: 1977. A 46. héttől 29. hétig. Legmagasabb pozíció: 1. hely

Svédország: 1977. november 18-ától 16. hétig. Legmagasabb pozíció: 1. hely